# Vambåsa hagmarker
Vambåsa hagmarker är ett naturreservat i Ronneby kommun i Blekinge län.
Reservatet är skyddat sedan 1982 och omfattar 91 hektar. Det är beläget väster om Nättraby tätort och består av värdefulla hagmarker med ett rikt växt- och djurliv. Område med de betade ekhagmarkerna är rikt på fornlämningar. Reservatet är uppdelat i två delar, en i norr och en i söder med Vambåsa herrgård mitt emellan.

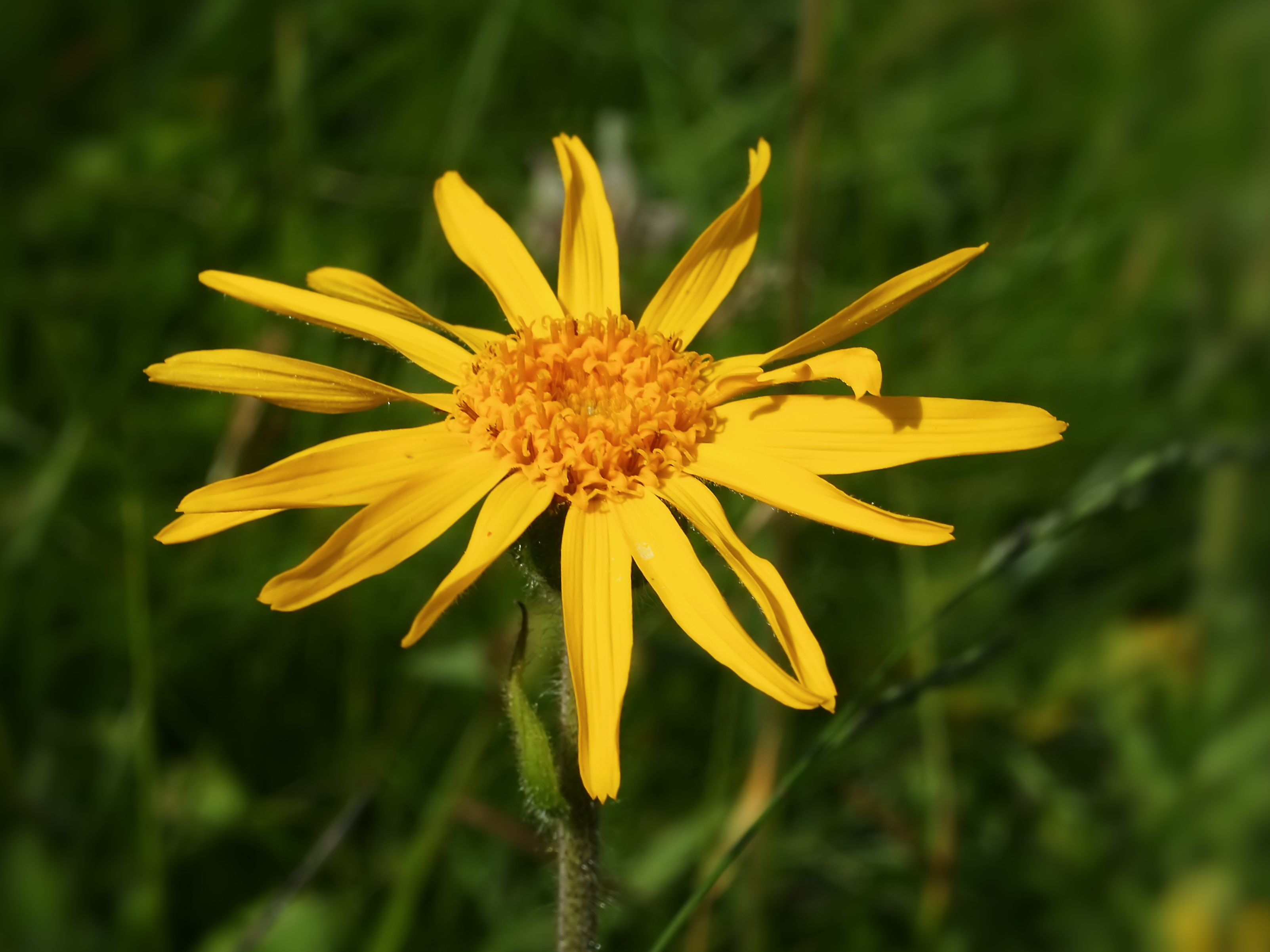
Slåttergubbe

Större delen av reservatet betas vilket bidrar till ett rikt djur- och växtliv. Under försommaren bjuder området på en rik blomsterprakt med bland annat flera orkidéer. Man kan få se Jungfru Marie nycklar, slåttergubbe och svinrot m.fl. Ängarna slås i juli och efterbetas sedan. I Vambåsa växer många stora vidkroniga hagmarksekar.
Hela det norra reservatsområdet är registrerat som fornlämning, ett fossilt odlingslandskap. Här finns förhistoriska åkrar, gravar och högar med sten som plockats bort från odlingsmarken, så kallade röjningsrösen. I området finns även skålgropar; små runda gropar inhuggna i berg eller stenblock.
Större delen av det södra området är idag skog. Hundratals ekar inom området är över en meter i diameter. Där växer även hassel, kaprifol och slån.
Längst i söder väl synligt på en ås som försvinner ut i Östersjön ligger Hjortahammars gravfält. Där finns 120 synliga förhistoriska gravanläggningar som består av stensättningar, treuddar, skeppssättningar och resta stenar. Gravmonumenten är främst från yngre järnåldern (400-1050 e.Kr.).
Naturreservatet ingår i EU:s ekologiska nätverk, Natura 2000.